# João Barradas

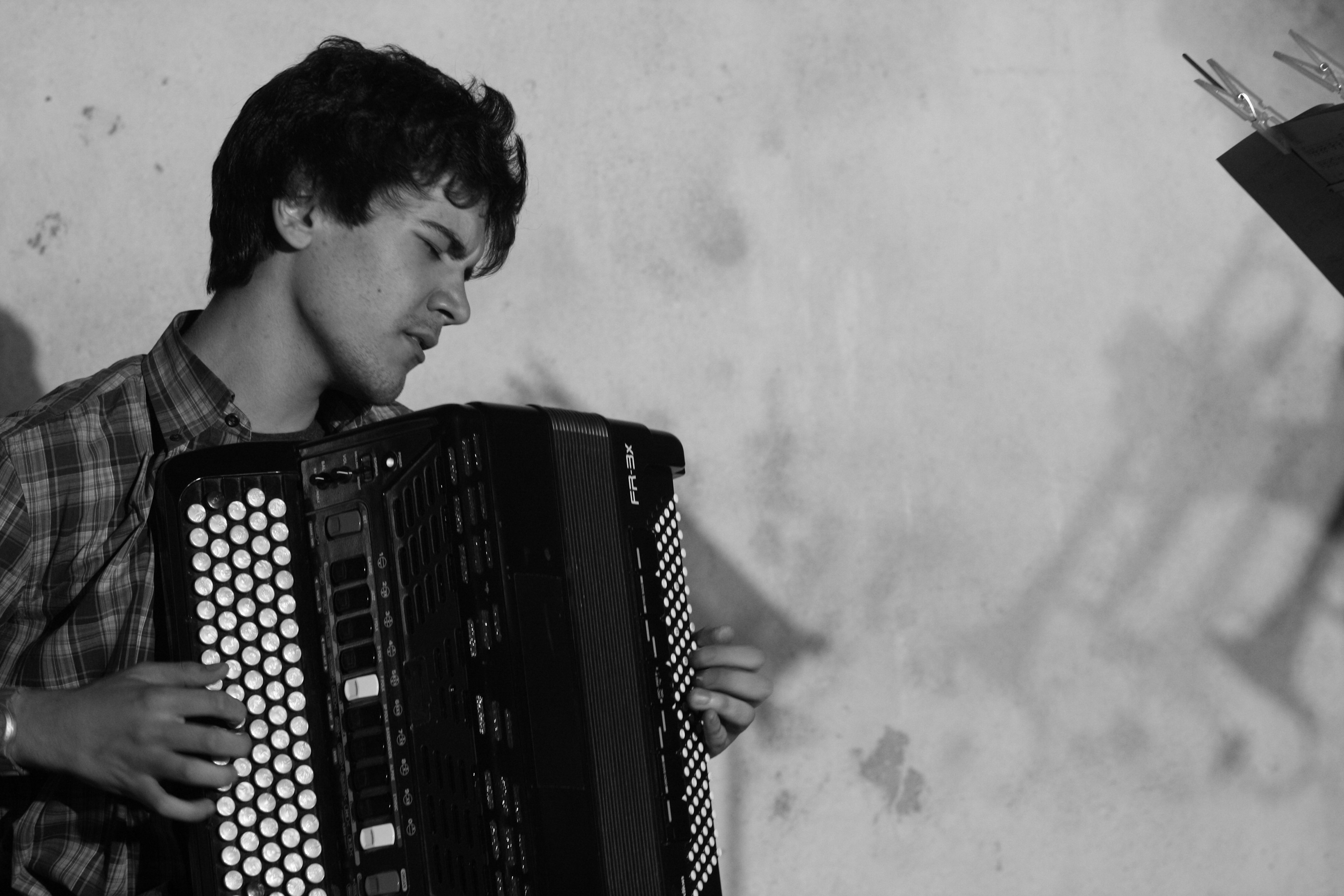
João Barradas (2015)

João Barradas (* 3. Februar 1992 in Porto Alto, Gemeinde Samora Correia) ist ein portugiesischer Akkordeonist und Komponist, der sich zwischen klassischer Musik, Jazz und Improvisation bewegt.

## Leben und Wirken
Barradas begann mit sechs Jahren Akkordeon zu lernen; mit sieben wurde er in das Musikinstitut Vitorino Matono in Lissabon aufgenommen und bereits im Alter von neun Jahren trat er in die Oberstufe der staatlichen Ausbildung für Akkordeon an der Escola Superior de Teatro e Cinema ein, die er mit der Höchstnote von 20 Punkten abschloss. Dann setzte er seine Studien bei Greg Osby, Frédéric Deschamps und João Paulo Esteves da Silva fort. 
Im Alter von 19 Jahren nahm Barradas gemeinsam mit dem Tubisten Sérgio Carolino das Album Surrealistic Discussion (2013) auf, dem weitere Alben unter eigenem Namen folgten.
Barradas hat bereits im Concertgebouw (Amsterdam), in der Elbphilharmonie, im Wiener Konzerthaus und in der Tonhalle Zürich konzertiert. Er ist gemeinsam mit Friederich Lips, Viatcheslav Semyonov und Yuri Shishkin aufgetreten. Auch hat er Werke zeitgenössischer Komponisten für Soloakkordeon uraufgeführt. Darüber hinaus ist Barradas auch im Jazz aktiv und hat mit Musikern wie Mark Turner, Avishai Cohen, Jim Black, Eric Harland, Nir Felder, Carlos Bica, Miguel Zenón, Robin Eubanks, Matt Penman, Stefon Harris, Nicholas Payton, Joe Lovano, Frank Möbus, Richard Galliano sowie Aka Moon zusammengearbeitet. 2016 nahm er Directions, sein erstes Album als Leader, für das Label Inner Circle Music auf, das im Fachmagazin Down Beat eine ausgezeichnete Kritik erhielt. Florian Arbenz holte ihn für sein Album Conversation #5 (2022) mit Tineke Postma und Roland Jerjen.
Barradas gewann einige wichtige internationale Wettbewerbe für sein Instrument im Bereich der klassischen Musik, unter anderem die World Accordion Trophy und den CIA Coupe Mondiale. 2022 wurde er Zweiter beim jährlichen portugiesischen Kompositionspreis Prémio de Composição SPA / Antena 2.